# Witchweed eradication program

Le Witchweed eradication program (programme d'éradication du striga) est un programme coordonné par l'USDA pendant une cinquantaine d'années, entre 1958 et 2009, pour éliminer une plante parasite envahissante, le striga, ou herbe sorcière, qui menaçait la Corn belt américaine et sa production de maïs. Ce programme, finalement couronné de succès, nécessita de combiner différentes méthodes de lutte : réglementaire (quarantaine), chimique (herbicides, éthylène - provocation de « germination suicide »), culturale (surveillance, élimination d'adventices hôtes potentiels, cultures-pièges) ainsi que la sensibilisation de la population.   

## Contexte

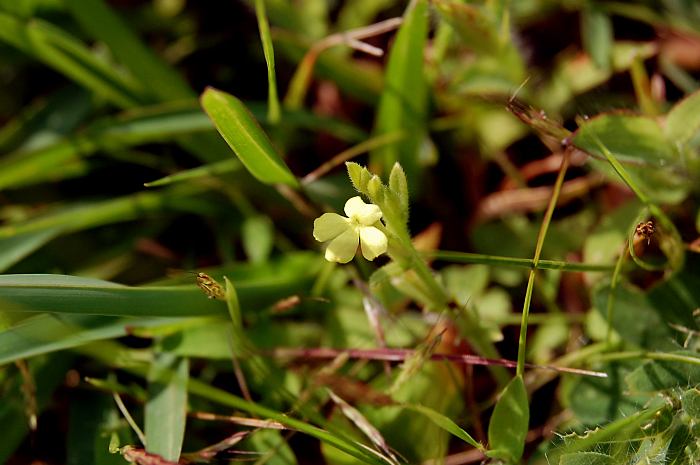
Striga asiatica (plante fleurie).

Le striga asiatique et africain (Striga asiatica) est une plante épirhize qui parasite les racines de plantes de la famille des Poaceae, notamment le maïs et le sorgho provoquant des pertes considérables sur les récoltes agricoles. Elle affecte également le riz, le millet, la canne à sucre et diverses adventices , dont les digitaires. Elle fut découverte pour la première fois aux États-Unis en 1956 et son aire d'infestation couvrait en 1957, à la veille du lancement du programme, environ 200 000 hectares (433 000 acres), dispersés sur une surface de 20 000 km2 dans l’est de la Caroline du Nord et de la Caroline du Sud.
Lorsque cette infestation fut découverte, A.R. Saunders, expert sud-africain de cette espèce qui se trouvait alors aux États-Unis, convainquit les membres du ministère de l’agriculture des États-Unis (USDA) et du Congrès de l'importance agronomique de cette plante. Elle fut alors déclarée « menace nationale » pour l'agriculture américaine. La zone infestée fut mise en quarantaine fédérale et nationale et une initiative d'éradication financée par le gouvernement fédéral fut lancée.

## Déroulement du programme
Ce programme impliquait d'autres agences fédérales et étatiques, l'agro-industrie ainsi que le grand public. Le Service  d'inspection de santé animale et végétale (Animal and Plant Health Inspection Service, APHIS) de l'USDA était responsable du développement et de la conduite des activités de contrôle en coopération avec l'université d'État de Caroline du Nord. Le service de vulgarisation a fourni une information aux agriculteurs et aux propriétaires fonciers. Le ministère de l'Agriculture de la Caroline du Nord a été impliqué dans les activités de réglementation. Le Farm Bureau et d'autres organisations agricoles ont contribué à assurer le financement. Des clubs tels que le 4-H ont aidé pour la sensibilisation du public et pour amener les gens à signaler les infestations présumées. L'Agricultural Stabilization and Conservation Service (ASCS, maintenant Farm Service) a contribué à la cartographie et à l'identification des propriétaires.
Les journaux et d'autres médias ont assuré une couverture détaillée et continue du problème et des efforts entrepris pour mener à bien cette éradication. Cet effort combiné a conduit tout le monde à reconnaître que le striga était le problème de tous.
En 1994, l'APHIS a délégué la gestion du programme d'éradication locale au ministère de l'Agriculture et des Services aux consommateurs de la Caroline du Nord. Depuis lors, l'infestation par le striga a été contenue dans les limites des comtés de Bladen, Cumberland, Pender, Robeson et Sampson.
À la fin de 1999, l'effort d'éradication a réduit la zone infestée par le striga à environ 2800 hectares légèrement infestés.  À la fin de 2007, la surface infestée était réduite à 900 ha.
Le programme devait continuer jusqu'à ce que l'éradication totale soit finalement réalisée.
Au cours des 50 années du programme d'éradication, plus de 250 millions de dollars ont été dépensés. C'est un coût important, mais relativement modeste si on le compare à la valeur annuelle des cultures menacées par cette mauvaise herbe parasite aux États-Unis, soit environ 25 milliards de dollars. 